# 강기태 (여행가)
강기태(1984년 ~ )는 대한민국 최초로 트랙터를 타고 전국 일주를 한 사람이다. 여행의 주된 목적은 하동군의 관광지 및 특산물 홍보였으며, 전국 일주에는 6개월이 소요되었다. 2022년 지선에서 하동군수 선거에서 출마했다. 하지만 하승철 후보에게 밀려 낙선했다.